# Деренік-Ашот (цар)
Деренік-Ашот (*Դերենիկ-Աշոտ Արծրունի, д/н — 959) — 2-й цар Васпуракана з 943 до 959 року.

## Життєпис
Походив з династії Арцрунідів. Старший син Гагіка I, царя Васпуракану, та Млке Арцруні. Про дату народження нічого невідомо. Ймовірно у 936 році став співволодарем батька. Втім через молодість не мав політичного досвіду. У 940 році підступно був схоплений еміром Хоя, але повернутий до Вану під тиском Саларідів. У 940 році визнав зверхність Хамданідів, але невідомо наскільки вона стосувалася всього Васпуракану. Можливо на той час Гагік I помер, або Деренік-Ашот склав васальну присягу від своєї частки держави. У 943 році передав Алі Сайф аль-Даулі з династії Хамданідів низку важливих фортець.
Проводив обережну політику, уклавши союз з Дайсамом, що володів колишніми землями Саджидів, проти Саларідів, з якими з 845 року змушений був боротися. Разом з тим таємно підтримував союз з візантійською імперією. Вторгнення військ останнього протягом 845—855 років в землі Хамданідів позбавили Дереніка-Ашота від залежності.
Він зміг відновити кордони свого царства. Водночас продовжив економічну та культурну політику свого батька, що сприяло подальшому піднесенню Васпуракана. Помер Деренік-Ашот у 859 році. Трон успадкував молодший брат Абусахл-Амазасп.